# Sloy
Sloy was een Franse rockgroep afkomstig uit Béziers, opgericht in 1991 en ontbonden in 2000. Beïnvloed door groepen als Devo, Talking Heads en Joy Division, bracht de band energieke, particuliere en feestelijke rock.

## Bandleden
- Armand Gonzalez : zang en gitaar
- Cyril Bilbeaud : drums
- Virginie Peitavi : gitaar en bas

## Discografie

### Albums
1995 : Plug (Prod.du Fer/Roadrunner)
1. First Animal
2. Pop
3. Game
4. Exactly
5. Many Things (To Wear)
6. X
7. Devotion
8. Old Faces
9. My Flies
10. Bad News
11. You Cry

Geproducet door Steve Albini
1996 : Planet of Tubes (Tubes/Pias)
1. Idolize
2. Chocolate Sperm
3. Bull
4. Air
5. Spraying With 1.6 KHZ
6. Red
7. Saw
8. Eat Your Toy
9. Lick Me
10. Tubes
11. Arms

Geproducet Steve Albini
1998 : Electrelite (Tubes/Pias)
1. Seedman
2. No Way Out!
3. Disconnected Elite
4. I'm an Electrelite
5. Spermadelic
6. White Blood
7. Surprised Inside the Black Hole
8. The Elect
9. Semen
10. Electric Survivor

Opgenomen in de Black Box Studio
(PIASF 013)

### EP/Singles
- Fuse (maxi 4 nummers) - 1994, Rosebud
- Pop (maxi 4 nummers) - 1995, Prod.du Fer/Roadrunner

## Referentie
- Dit artikel of een eerdere versie ervan is een (gedeeltelijke) vertaling van het artikel Sloy op de Franstalige Wikipedia, dat onder de licentie Creative Commons Naamsvermelding/Gelijk delen valt. Zie de bewerkingsgeschiedenis aldaar.